# Amaya Valdemoro
Amaya Valdemoro Madariaga (* 18. August 1976 in Alcobendas) ist eine ehemalige spanische Basketballspielerin.
Die 1,82 m große Valdemoro debütierte bereits im Alter von 16 Jahren in der ersten spanischen Liga und absolvierte 1998 ihr erstes Spiel in der nordamerikanischen WNBA für die Houston Comets. Sie hatte dort zwar nur geringe Einsatzzeiten, aber das Team wurde in den drei Saisons, in denen sie in der WNBA aktiv war, auch jeweils Meister.
Sie wurde 2023 in die FIBA Hall of Fame aufgenommen.

## Karriere
Bei der Europameisterschaft 2007 in Italien wurde sie zur wertvollsten Spielerin gewählt. Mit dem Finalsieg und dem ersten Titelerfolg bei der EM 2013 gab sie wie ihre gleichaltrige Nationalmannschaftskollegin Elisa Aguilar ihren Abschied aus der „Selección“ bekannt.

## Persönliches

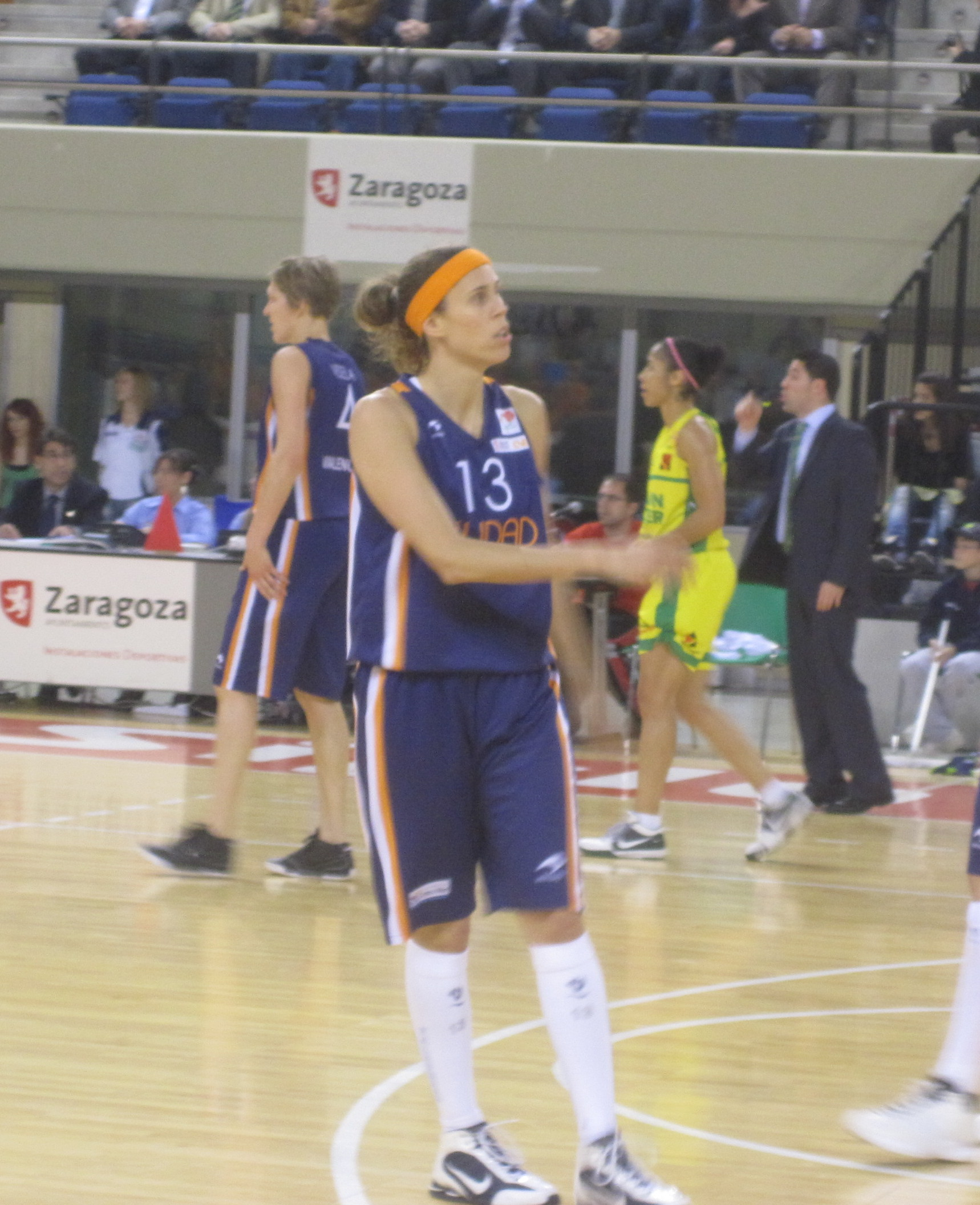
Amaya Valdemoro

Sie trägt Schuhgröße EU 45.